# Xysticus pearcei
Xysticus pearcei är en spindelart som beskrevs av Schick 1965. Xysticus pearcei ingår i släktet Xysticus och familjen krabbspindlar. Inga underarter finns listade i Catalogue of Life.